# Saint-Maurice-en-Trièves
Saint-Maurice-en-Trièves település Franciaországban, Isère megyében. Lakosainak száma 179 fő (2022. január 1.). Saint-Maurice-en-Trièves Glandage, Lalley, Monestier-du-Percy, Prébois és Châtillon-en-Diois községekkel határos.

## Népesség
A település népessége az elmúlt években az alábbi módon változott:
| Lakosok száma | 138  | 132  | 122  | 185  | 161  | 156  | 155  | 168  | 174  | 179  |
|               | 1968 | 1982 | 1990 | 2006 | 2013 | 2015 | 2017 | 2019 | 2020 | 2022 |